# Lucihormetica osunai
Lucihormetica osunai är en kackerlacksart som först beskrevs av Ramirez-Pérez 1992.  Lucihormetica osunai ingår i släktet Lucihormetica och familjen jättekackerlackor.
Artens utbredningsområde är Venezuela. Inga underarter finns listade i Catalogue of Life.